# Fabio Tagliavia
Fabio Tagliavia (Lavagna, 27 agosto 1967) è un regista italiano.

## Biografia
Dopo la laurea in storia e critica del cinema conseguita a Torino, comincia a lavorare nel mondo della celluloide, dapprima nel reparto produzione (La seconda volta di Mimmo Calopresti, Tutti giù per terra di Davide Ferrario, Il tempo dell'amore di Giacomo Campiotti, Così ridevano di Gianni Amelio, Libero Burro di Sergio Castellitto), in seguito come aiuto-regista per Fondali notturni di Nino Russo, Maestrale di Sandro Cecca, Tra due donne di Alberto Ferrari, Il mondo di Rupert di Flavio Moretti, Hermano di Giovanni Robbiano, Santa Maradona di Marco Ponti, Casa di frontiera di Massimo Costa.
Fabio Tagliavia ha diretto due cortometraggi: Kissing Paul Newman (2001) e Playgirl (2002).
Nel 2007 è stato impegnato come regista della seconda unità della quarta stagione della serie televisiva RIS - Delitti imperfetti, messa in onda nel marzo 2008.
Il suo lungometraggio di debutto, Cardiofitness, è stato interpretato da Nicoletta Romanoff, Sarah Felberbaum, Giulia Bevilacqua e il debuttante Federico Costantini, prodotto da Rai Cinema, Shooting Star e Palomar. Il film è uscito in sala in tutta Italia il 1º giugno 2007, l'edizione in DVD è uscita nel 2008. Tratto dall'omonimo romanzo di Alessandra Montrucchio e sceneggiato da Marco Ponti, Lucia Moisio e Barbara Frandino, il film racconta la storia d'amore tra una ragazza di 27 anni e un ragazzo di 15.
Nel 2008 prosegue il suo impegno con la serie "RIS", giunta alla sua quinta stagione, ma questa volta in qualità di regista della prima unità.
Nel 2009 è regista della serie televisiva R.I.S. Roma - Delitti imperfetti, spin-off di R.I.S. - Delitti imperfetti
Nel 2019 partecipa alla lavorazione, in qualità di aiuto regia, del film Codice Karim diretto da Federico Alotto. L'uscita del lungometraggio, programmata per il 2020, è stata posticipata all'anno seguente causa Covid.

## Filmografia

### Cinema

#### Cortometraggi
- Kissing Paul Newman (2001)
- Playgirl (2002)

#### Lungometraggi
- Cardiofitness (2007)

### Televisione
- R.I.S. 5 - Delitti imperfetti - 20 episodi (2009)
- R.I.S. Roma - Delitti imperfetti - 20 episodi (2010)